# Mathis Amougou
Mathis Amougou (sinh ngày 18 tháng 1 năm 2006) là một cầu thủ bóng đá người Pháp hiện đang thi đấu ở vị trí tiền vệ cho câu lạc bộ Strasbourg tại Ligue 1.

## Sự nghiệp câu lạc bộ

### Saint-Étienne
Amougou chuyển đến học viện đào tạo trẻ của Saint-Étienne vào năm 2021 sau khi đã có thời gian gắn bó trước đó tại học viện danh tiếng INF Clairefontaine. Tháng 4 năm 2023, anh ký hợp đồng chuyên nghiệp đầu tiên có thời hạn 2 năm với câu lạc bộ.
Anh có trận đấu chính thức đầu tiên cho đội một Saint-Étienne trong trận đấu với Nîmes Olympique tại Coupe de France ngày 9 tháng 12 năm 2023. Vào thời điểm rời Saint-Étienne, anh đã ra sân tổng cộng 19 lần cho đội một.

### Chelsea
Ngày 3 tháng 2 năm 2025, Amougou ký hợp đồng có thời hạn 8 năm với Chelsea với phí chuyển nhượng khoảng 12 triệu £. Anh có trận ra mắt Chelsea vào ngày 26 tháng 2 trong trận đấu tại Premier League thắng Southampton 4-0 và chỉ có một lần ra sân nữa cho Chelsea trong mùa giải 2024-25 trong trận thắng Legia Warsaw 3-0 tại UEFA Europa League.

### Strasbourg
Chỉ sau 6 tháng gia nhập Chelsea, Amougou chuyển sang Strasbourg với bản hợp đồng có thời hạn 5 năm. Chelsea có quyền mua lại Amougou trong tương lai.

## Sự nghiệp đội tuyển quốc gia
Amougou là thành viên đội tuyển U-17 Pháp giành chức á quân Giải vô địch bóng đá U-17 thế giới 2023, trong đó cá nhân anh ghi được hai bàn thắng trong trận vòng bảng thắng U-17 Hàn Quốc 1-0 và trận chung kết với U-17 Đức (gỡ hòa 2-2) và giành danh hiệu Quả bóng Đồng của giải đấu này.

## Danh hiệu
Chelsea
- UEFA Conference League: 2024–25

Cá nhân
- Quả bóng Đồng Giải vô địch bóng đá U-17 thế giới: 2023